# دولار ناميبي
دولار ناميبي هي العملة الوطنية في ناميبيا والمعتمدة منذ عام 1993 بعد 3 سنوات من استقلالها عن جنوب أفريقيا.وينقسم الدولار الناميبي إلى 100 فلس.

## التاريخ
حل الدولار محل الراند الجنوب أفريقي، الذي كان عملة البلاد عندما كان تحت حكم جنوب أفريقيا تحت مسمى جنوب غرب أفريقيا من عام 1920 حتى عام 1990. لا يزال يمكن استخدام الراند، حيث يرتبط الدولار الناميبي بالراند الجنوب أفريقي ويمكن استبداله. وكانت ناميبيا أيضًا جزءًا من المنطقة النقدية المشتركة منذ الاستقلال في عام 1990 حتى إدخال الدولار في عام 1993.
في البداية، أقترحت أسماء بديلة للدولار، مثل في ذلك الكالاهار الناميبي، للإشارة إلى صحراء كالاهاري في شرق ناميبيا، ولكن في النهاية استقرت الحكومة على اسم الدولار الناميبي. صدرت الأوراق النقدية الأولى في 15 سبتمبر 1993.

## العملات المعدنية
سكت العملات المعدنية في أعوام 1993، 1996، 1998، 2000، 2002، 2008، 2009، 2010، 2012، 2015. اعتبارًا من يناير 2019، لم تعد 5 سنت تُسك، لكنها لا تزال تُستخدم في المعاملات اليومية.
| القيمة            | تاريخ إصدار | المعدن             | المعدن             | الشكل | الوجه | الخلف |
| القيمة            | تاريخ إصدار | المركز             | الحلقة             | الشكل | الوجه | الخلف |
| ----------------- | ----------- | ------------------ | ------------------ | ----- | ----- | ----- |
| 5 سنتات           | 1993        | فولاذ مطلي بالنيكل | فولاذ مطلي بالنيكل | دائري |       |       |
| 10 سنتات          | 1993        | فولاذ مطلي بالنيكل | فولاذ مطلي بالنيكل | دائري |       |       |
| 50 سنت            | 1993        | فولاذ مطلي بالنيكل | فولاذ مطلي بالنيكل | دائري |       |       |
| دولار واحد        | 1993        | نحاس               | نحاس               | دائري |       |       |
| 5 دولار           | 1993        | نحاس               | نحاس               | دائري |       |       |
| 10 دولار (تذكاري) | 2009        | نحاس               | نيكل نحاسي         | دائري |       |       |

## الأوراق النقدية
تاريخيا، وجدت صورة هندريك يتبوي الذي كان رئيسا لشعب ناما ومناهض للحكم الألماني في مطلع القرن 20، على جميع أوراق الدولار الناميبي النقدية. وفي 21 مارس 2012، قدم بنك ناميبيا سلسلة جديدة من الأوراق النقدية. التي حسنت فيها ميزات مكافحة التزوير، أُحتفظ بصورة كابتين هندريك ويتبوي على جميع الأوراق الجديدة باستثناء فئتي 10 و 20 دولارًا، والتي تتميز بصورة جديدة لسام نجوما، أول رئيس لنامبيا.
وفي 21 مارس 2020، أصدر بنك ناميبيا ورقة بوليمر جديدة بقيمة 30 دولارًا للاحتفال بالذكرى الثلاثين للاستقلال. وموضوع الورق هو «ثلاثة عقود من السلام والاستقرار» ويمثلها الانتقال السلمي للسلطة بين الرؤساء الثلاثة منذ الاستقلال.
| إصدار 2012 | إصدار 2012 | إصدار 2012       | إصدار 2012    | إصدار 2012 | إصدار 2012                               | إصدار 2012                     | إصدار 2012                     | إصدار 2012    | إصدار 2012    |
| الصورة     | القيمة     | الأبعاد          | اللون الرئيسي | الوجه      | الوجه                                    | الوجه                          | تاريخ العملة                   | تاريخ الإصدار | تاريخ الإصدار |
| الصورة     | القيمة     | الأبعاد          | اللون الرئيسي | الوجه      | العكس                                    | العكس                          | تاريخ العملة                   | تاريخ الإصدار | تاريخ الإصدار |
| ---------- | ---------- | ---------------- | ------------- | ---------- | ---------------------------------------- | ------------------------------ | ------------------------------ | ------------- | ------------- |
|            |            | 10 دولار ناميبي  | 129×70 ملم    | أزرق       | سام نوجوما ؛ مبنى البرلمان في ويندهوك    | شعار ناميبيا. ظباء القوفز      | شعار ناميبيا. ظباء القوفز      | 2011          | 15 مايو 2012  |
|            |            | 20 دولار ناميبي  | 134×70 ملم    | برتقالي    | سام نوجوما ؛ مبنى البرلمان في ويندهوك    | شعار ناميبيا. ثيتل أحمر        | شعار ناميبيا. ثيتل أحمر        | 2011          | 15 مايو 2012  |
|            |            | 50 دولار ناميبي  | 140×70 ملم    | أخضر       | هندريك ويتبوي ؛ مبنى البرلمان في ويندهوك | شعار ناميبيا. كود أكبر         | شعار ناميبيا. كود أكبر         | 2012          | 15 مايو 2012  |
|            |            | 100 دولار ناميبي | 146×70 ملم    | أحمر       | هندريك ويتبوي ؛ مبنى البرلمان في ويندهوك | شعار ناميبيا. مها جنوب أفريقية | شعار ناميبيا. مها جنوب أفريقية | 2012          | 15 مايو 2012  |
|            |            | 200 دولار ناميبي | 152×70 ملم    | أرجواني    | هندريك ويتبوي ؛ مبنى البرلمان في ويندهوك | شعار ناميبيا. ظبي أسمر         | شعار ناميبيا. ظبي أسمر         | 2012          | 15 مايو 2012  |